# Arabi d'Iran
Gli arabi d'Iran o arabi iraniani (in arabo: عرب إيران ʿArab Īrān; in persiano: عرب‌های ايران Arabhāye Irān) sono i cittadini o residenti in Iran che appartengono al gruppo etnico degli arabi.